# Діберрі Тауншип (округ Вейн, Пенсільванія)
Діберрі Тауншип (англ. Dyberry Township) — селище (англ. township) в США, в окрузі Вейн штату Пенсільванія. Населення — 1397 осіб (2020).

## Демографія
Згідно з переписом 2010 року, у селищі мешкала 1401 особа в 544 домогосподарствах у складі 378 родин. Було 691 помешкання
Расовий склад населення:
| - 97,1 % — білих - 0,7 % — азіатів - 0,5 % — чорних або афроамериканців |

До двох чи більше рас належало 1,6 %. Частка іспаномовних становила 1,5 % від усіх жителів.
За віковим діапазоном населення розподілялося таким чином: 18,7 % — особи молодші 18 років, 65,3 % — особи у віці 18—64 років, 16,0 % — особи у віці 65 років та старші. Медіана віку мешканця становила 46,7 року. На 100 осіб жіночої статі у селищі припадало 95,1 чоловіків;  на 100 жінок у віці від 18 років та старших — 94,0 чоловіків також старших 18 років.
Середній дохід на одне домашнє господарство  становив 66 884 долари США (медіана — 55 385), а середній дохід на одну сім'ю — 79 250 доларів (медіана — 64 722). Медіана доходів становила 41 250 доларів для чоловіків та 36 667 доларів для жінок. За межею бідності перебувало 14,2 % осіб, у тому числі 22,9 % дітей у віці до 18 років та 10,3 % осіб у віці 65 років та старших.
Цивільне працевлаштоване населення становило 745 осіб. Основні галузі зайнятості: освіта, охорона здоров'я та соціальна допомога — 28,9 %, роздрібна торгівля — 15,8 %, будівництво — 8,7 %, виробництво — 7,5 %.